# Federico Hindermann
Federico Hindermann (Biella, 27 luglio 1921 – Aarau, 31 gennaio 2012) è stato un poeta, giornalista e traduttore italiano naturalizzato svizzero.

## Biografia
Nato da madre torinese e padre di Basilea, si sposta con la famiglia nel 1931 nella svizzera tedesca dove s'iscrive all'Università di Basilea. 
Lettore all'Università di Oxford dal 1950 e professore di filologia romanza all'Università Friedrich-Alexander di Erlangen-Norimberga dal 1966 al 1969, combina gli impegni accademici con l'attività giornalistica, la traduzione dall'italiano e dal francese al tedesco e la direzione della rivista di Zurigo Manesse Verlag. 
A partire dal 1978, anno dell'uscita della raccolta Quanto silenzio, i suoi sforzi letterari si concentrano sulla poesia, una passione che non abbandona fino alla sua morte, avvenuta il 31 gennaio 2012 nella sua casa di Aarau.

## Opere principali

### Poesia
- Quanto silenzio: poesie 1972-76, Milano, All'insegna del pesce d'oro, 1978
- Docile contro, Milano, All'insegna del pesce d'oro, 1980
- Zugelaufen, Milano, All'insegna del pesce d'oro, 1981
- Trottola, Milano, All'insegna del pesce d'oro, 1983
- Baratti, Milano, All'insegna del pesce d'oro, 1984
- Ai ferri corti, Milano, All'insegna del pesce d'oro, 1985
- Quest'episodio, Milano, All'insegna del pesce d'oro, 1986
- Qualche poesia, Verona, Stamperia Valdonega, 1990
- Quanto silenzio, Parma, Guanda, 1992, ISBN 88-7746-570-0.
- Poesie: 1978-2001, Verona, Stamperia Valdonega, 2002
- Un pugno di mosche, Locarno, Anaedizioni, 2003
- Girandola di farfalle, Locarno, Dadò, 2006, ISBN 88-8281-202-2.
- L'occhio s'imperla. Ventisette mottetti, Milano, Edizioni AF, 2011
- Sempre altrove: poesie scelte 1971-2012, Milano, Marcos y Marcos, 2018, ISBN 978-88-7168-813-8.

## Premi e riconoscimenti
- 1980 – Premio Conrad Ferdinand Meyer[4]